# Registr poskytovatelů pomoci obětem trestných činů
Registr poskytovatelů pomoci obětem trestných činů je informační systém veřejné správy, obsahující systém organizací a dalších subjektů, jež pomáhají obětem vyrovnat se s následky trestného činu. Dle § 48 zákona o obětech trestných činů vede Ministerstvo spravedlnosti České republiky veřejný registr poskytovatelů pomoci obětem trestných činů, a publikuje jej v jeho elektronické podobě na svých internetových stránkách www.justice.cz. V registru lze vyhledávat konkrétní službu zvolením okresu a volbou okruhu požadovaných služeb. Kromě dotací ze státního rozpočtu se Ministerstvo spravedlnosti České republiky a Ministerstvo práce a sociálních věcí České republiky i takto podílí na pomoci obětem trestných činů. Registr se skládá ze seznamu poskytovatelů odborné pomoci, druhů jimi poskytovaných služeb a jejich územního rozsahu, kterýžto je určen k poskytování informací nejen obětem trestných činů, ale též subjektům, jež jsou povinovány kompletně informovat oběti trestných činů o organizacích zajišťujících pomoc.

## Právní vymezení
Právo na poskytnutí odborné pomoci má dle § 4 zákona č. 45/2013 Sb., o obětech trestných činů a o změně některých zákonů osoba, jež se stala obětí trestného činu. Obětí trestného činu se rozumí fyzická osoba, které bylo nebo mělo být trestným činem, nebo činem jinak trestným ublíženo na zdraví, způsobena majetková nebo nemajetková újma nebo na jejíž úkor se pachatel trestným činem obohatil.

## Oblasti poskytování odborné pomoci
Oběť trestného činu může využít odbornou pomoc v následujících oblastech pomoci:

### Subjekty poskytující sociální služby:
Jedná se o neziskové, či jiné organizace, které poskytují zejména odborné sociální a psychologické poradenství v obtížných životních situacích. Příklady obtížných životních situací:
- problémy s bydlením,
- problémy se zaměstnáním,
- problémy související s dluhy, aj.,

Příklady subjektů poskytujících sociální služby:
- občanské poradny,
- psychologické poradny,

### Subjekty akreditované pro poskytování právních informací nebo pro restorativní programy:
Pomáhají oběti s orientací v průběhu trestního řízení, s jejími právy a povinnostmi, které má jakožto oběť trestné činnosti. Příklady takovýchto forem pomoci:
- doprovod či zástup v jednání s úřady a na policii,
- doporučení advokáta,
- shromáždění potřebných dokumentů,
- psychosociální poradenství,
- dluhové poradenství,
- rodinné poradenství,
- psychoterapie,

Příklady subjektů poskytujících právní informace:
- odborné sociální poradenství,

Příklady subjektů poskytujících restorativní programy:
- asistované setkávání,
- asistované předávání,
- probační a mediační služba,
- rodinné skupinové konference,

### Advokáti:
Příklady takovéto formy služeb:
- právní pomoc a poradenství (obětem trestných činů mohou v různé míře poskytovat tyto služby bezplatně),
- zpracování právních rozborů,
- sepisování listin,
- zastupování v řízení před soudem, či jinými orgány,

### Střediska probační a mediační služby:
Cílem tohoto typu služeb je narovnat vztahy mezi poškozeným a obviněným a obětem též poskytují bezplatně právní informace. Příklady takovéto formy služeb:
- právní informace,
- možnost peněžité pomoci nebo náhrady vzniklé trestným činem,
- psychologická a sociální opora.[7]

### Další možnosti získání pomoci mimo registr poskytovatelů pomoci obětem trestných činů:
- pomoc důvěrníka a zmocněnce,
- peněžitá pomoc,
- systém pomoci obětem trestných činů v Policii ČR.[8]